# Circuito di Milano 1936
Il Circuito di Milano 1936 è stato un Gran Premio di automobilismo, non valido per il Campionato europeo 1936.

## Gara

### Griglia di partenza
Posizionamento dei piloti alla partenza della gara.
| Prima fila   | 2 Pos.                   | 1 Pos.                       | 3 Pos.                        |
| ------------ | ------------------------ | ---------------------------- | ----------------------------- |
|              | Achille Varzi Auto Union | Tazio Nuvolari Alfa Romeo    | Antonio Brivio Alfa Romeo     |
| Seconda fila | 5 Pos.                   | 4 Pos.                       | 6 Pos.                        |
|              | Nino Farina Alfa Romeo   | Mario Tadini Alfa Romeo      | Clemente Biondetti Alfa Romeo |
| Terza fila   | 7 Pos.                   | 8 Pos.                       | 9 Pos.                        |
|              | Eugenio Siena Maserati   | Vittorio Belmondo Alfa Romeo | Sergio Banti Alfa Romeo       |
| Quarta fila  | 10 Pos.                  | 11 Pos.                      | 12 Pos.                       |
|              | Piero Dusio Maserati     | Gianni Battaglia Alfa Romeo  | Giacomo de Rham Alfa Romeo    |

### Risultati
Risultati finali della gara.
| Pos | Nr | Pilota             | Scuderia           | Vettura                  | Giri | Tempo/Ritiro |
| --- | -- | ------------------ | ------------------ | ------------------------ | ---- | ------------ |
| 1   | 44 | Tazio Nuvolari     | Scuderia Ferrari   | Alfa Romeo 12C 36        | 60   | 1h35'56"4    |
| 2   | 54 | Achille Varzi      | Auto Union         | Auto Union Type C        | 60   | 1h36'05"2    |
| 3   | 40 | Nino Farina        | Scuderia Ferrari   | Alfa Romeo 8C 35         | 59   | 1h37'07"2    |
| 4   | 68 | Antonio Brivio     | Scuderia Ferrari   | Alfa Romeo 8C 35         | 59   | 1h37'11"2    |
| 5   | 52 | Mario Tadini       | Scuderia Ferrari   | Alfa Romeo 8C 35         | 57   | 1h37'14"4    |
| 6   | 50 | Clemente Biondetti | Scuderia Maremmana | Alfa Romeo P3            | 56   | 1h37'46"6    |
| 7   | 42 | Piero Dusio        | Scuderia Torino    | Maserati 6C 34           | 53   | 1h37'35"4    |
| 8   | 60 | Sergio Banti       | Scuderia Maremmana | Alfa Romeo 8C 2600 Monza | 52   | 1h36'28"4    |
| 9   | 56 | Gianni Battaglia   | Iscrizione privata | Alfa Romeo 8C 2900 Monza | 52   | 1h36'30"4    |
| Rit | 48 | Eugenio Siena      | Scuderia Torino    | Maserati 6C34            |      |              |
| Rit | 58 | Giacomo de Rham    | Scuderia Maremmana | Alfa Romeo P3            | 0    | Incidente    |
| Rit | 62 | Vittorio Belmondo  | Iscrizione privata | Alfa Romeo P3            | 0    | Incidente    |

- Giro veloce: Achille Varzi (Auto Union).